# Yiyun Li

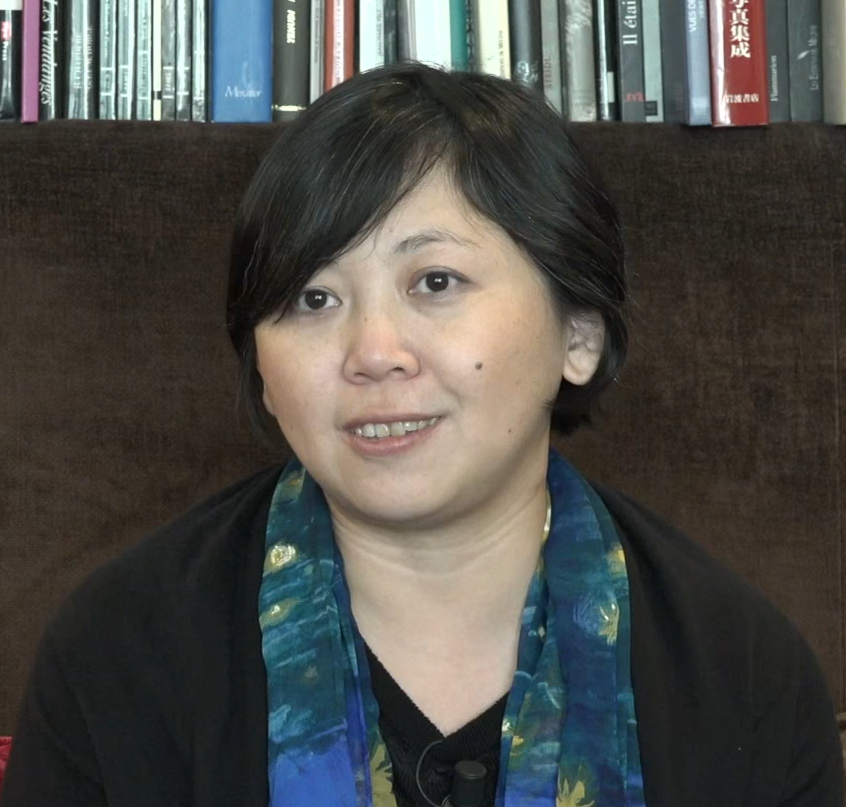
Yiyun Li (2015)

Yiyun Li (cinese tradizionale: 李翊雲; Pechino, 4 novembre 1972) è una scrittrice statunitense d'origine cinese.

## Biografia
Nata nel 1972 a Pechino da padre fisico nucleare e madre insegnante, dopo aver svolto un anno di servizio militare, ha conseguito un baccellierato in scienze all'Università di Pechino e nel 1996 si è trasferita negli Stati Uniti per studiare immunologia all'Università dell'Iowa.
Dopo un Master of Fine Arts in scrittura creativa del 2005, nello stesso anno ha esordito nella narrativa con la raccolta di racconti Mille anni di preghiere ottenendo numerosi riconoscimenti tra i quali il Premio PEN/Hemingway e due trasposizioni cinematografiche.
Autrice di 5 romanzi, 3 raccolte di racconti, 2 novelle e un memoir, le sue opere sono state tradotte in più di 20 lingue.
Con il biografico Caro amico dalla mia vita scrivo a te nella tua ha raccontato il duplice tentativo di suicidio avvenuto nel 2012.

## Opere

### Romanzi
- I girovaghi (The Vagrants, 2009), Torino, Einaudi, 2010 traduzione di Eva Kampmann ISBN 978-88-06-17531-3.
- Più gentile della solitudine (Kinder than Solitude, 2014), Torino, Einaudi, 2015 traduzione di Laura Noulian ISBN  978-88-06-20848-6.
- Dove le ragioni finiscono (Where Reasons End, 2019), Milano, NNE, 2021 traduzione di Laura Noulian ISBN 9791280284044.
- Se vado via (Must I Go, 2020), Milano, NNE, 2022 traduzione di Laura Noulian ISBN 9791280284716.
- Il libro dell'oca (The Book of Goose, 2022), Milano, NNE, 2024 traduzione di Laura Noulian ISBN 9791255750413.

### Raccolte di racconti
- Mille anni di preghiere (A Thousand Years of Good Prayers, 2005), Torino, Einaudi, 2007 traduzione di Eva Kampmann ISBN 978-88-06-17524-5.
- Ragazzo d'oro, ragazza di smeraldo (Gold Boy, Emerald Girl, 2010), Milano, NNE, 2019 traduzione di Eva Kampmann ISBN 978-88-94938-41-8.
- Wednesday's Child (2023)

### Memoir
- Caro amico dalla mia vita scrivo a te nella tua (Dear Friend, from My Life I Write to You in Your Life, 2017), Milano, NNE, 2018 traduzione di Laura Noulian ISBN 978-88-94938-08-1.

### Novelle
- La storia di Gilgamesh (The Story of Gilgamesh), Torino, Scuola Holden ; Roma, Gruppo editoriale L'Espresso, 2011 illustrazioni di Marco Lorenzetti ISBN 978-88-8371-330-9.
- A Sheltered Woman (2015)

## Adattamenti cinematografici
- Mille anni di buone preghiere (A Thousand Years of Good Prayers), regia di Wayne Wang (2007)
- The Princess of Nebraska, regia di Wayne Wang (2008)

## Premi e riconoscimenti
- Frank O'Connor International Short Story Award: 2005 vincitrice con Mille anni di preghiere
- Premi Whiting: 2006 vincitrice nella categoria "Narrativa"[10]
- Premio PEN/Hemingway: 2006 vincitrice con Mille anni di preghiere
- Guardian First Book Award: 2006 vincitrice con Mille anni di preghiere
- MacArthur Fellows Program: 2010[11]
- International IMPAC Dublin Literary Award: 2011 finalista con I girovaghi
- Premio O. Henry: 2012 vincitrice con Kindness
- PEN/Jean Stein Book Award: 2020 vincitrice con Dove le ragioni finiscono
- Guggenheim Fellowship: 2020[12]
- Premio PEN/Faulkner per la narrativa: 2020 finalista con Dove le ragioni finiscono; 2023 vincitrice con Il libro dell'oca[13]
- Premio PEN/Malamud: 2022 alla carriera[14]